# Irizar PB
Irizar PB – rodzina średnio- i wysokopokładowych autokarów turystycznych produkowana w latach 2001–2016 przez hiszpańskiego producenta Irizar w Ormaiztegi, w Kraju Basków. Model ten powstawał jako zabudowa na podwoziu innych producentów – Scania, Volvo, Mercedes-Benz, MAN i Iveco.

## Historia
W 1989 r. hiszpański producent nadwozi autokarów Irizar zaprezentował model Century, który szybko stał się popularnym modelem autobusu turystycznego w Europie. Pod koniec lat 90. XX w. rozpoczęto prace nad nowym modelem o wyższym standardzie niż zmodernizowana wersja produkowanego od dekady Century. Miał on stanowić konkurencję dla takich autokarów jak Setra Top Class serii 300, Mercedes-Benz Travego, MAN Lion’s Star, czy też Neoplan Starliner. 
W efekcie w 2001 r. zaprezentowano model o nazwie PB (od Produktu Berria – „nowy produkt”). Cechował się on charakterystyczną i odmienną od panujących wówczas trendów stylistyką. Prace projektowe, w których uczestniczyło ponad 1000 osób, trwały cztery lata i kosztowały 18 mln EUR. Za design modelu PB odpowiedzialne było biuro ARUP Design Research, które brało udział m.in. w projektowaniu nadwozi dla takich marek jak Rolls-Royce, czy też Bentley. Pierwszy Irizar PB zjechał z linii produkcyjnej w Ormaiztegi w lutym 2001 r. Wprowadzenie nowego modelu do produkcji seryjnej wymagało wdrożenia ponad 80 nowych rozwiązań technicznych. 
W 2003 r. Irizar PB wziął udział w konkursie o tytuł „Autokar Roku 2004”. Zajął w nim pierwsze miejsce, ex aequo z modelem MAN Lion's Star.
W 2011 r., wraz z wprowadzeniem przez Irizar modelu i6, przeprowadzono facelifting modelu PB. Dodano chromowaną listwę biegnącą wzdłuż dolnej krawędzi trapezowej szyby bocznej przed słupkiem C. Od tego czasu autokary Irizar PB były także oferowane jako konstrukcje integralne.
Produkcja modelu zakończyła się wraz z wprowadzeniem do produkcji w 2016 r. jego następców – modeli i6S oraz i8. Łącznie modelu PB powstało ponad 7 tysięcy egzemplarzy.

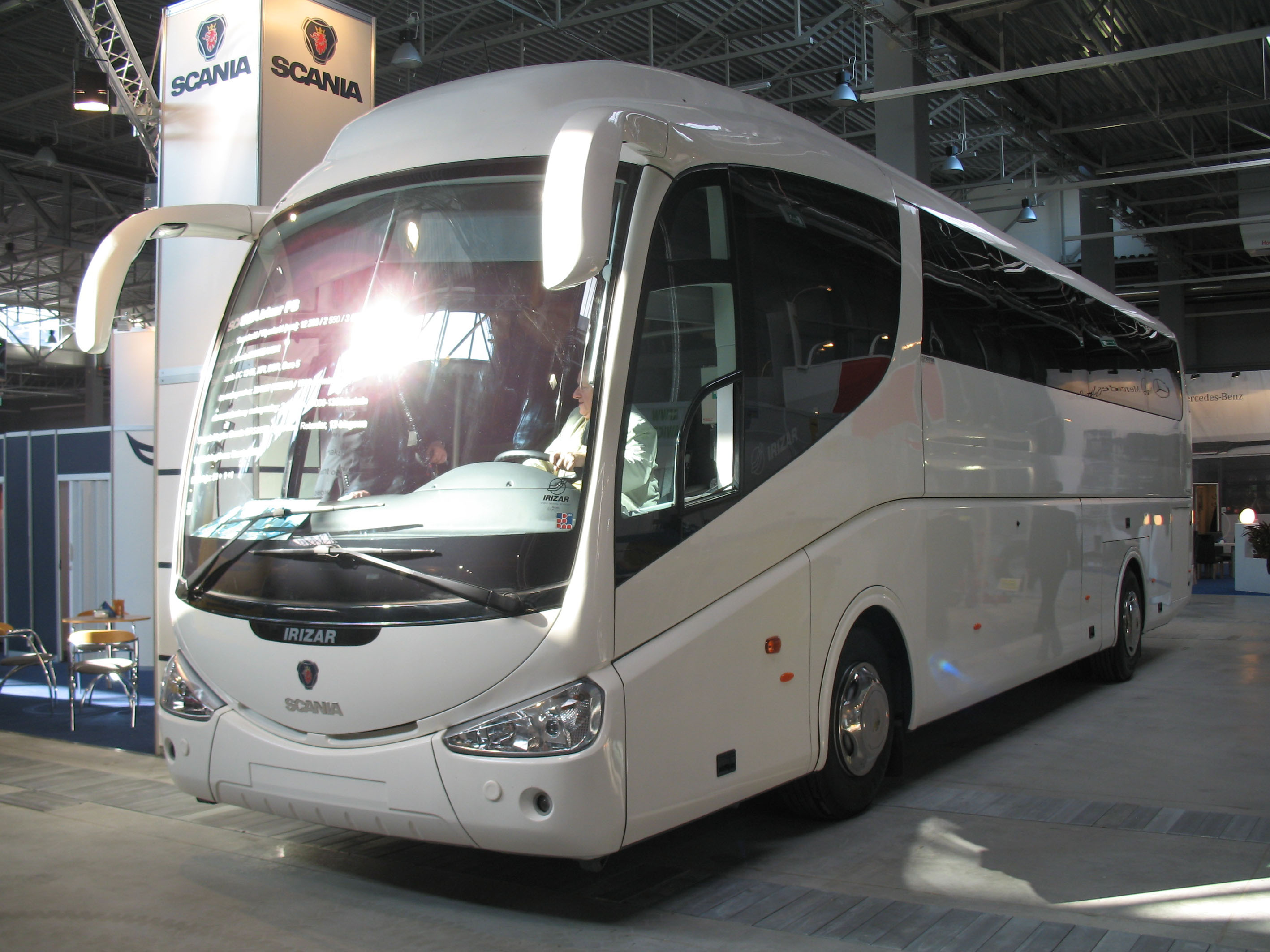
Scania Irizar PB przed faceliftingiem
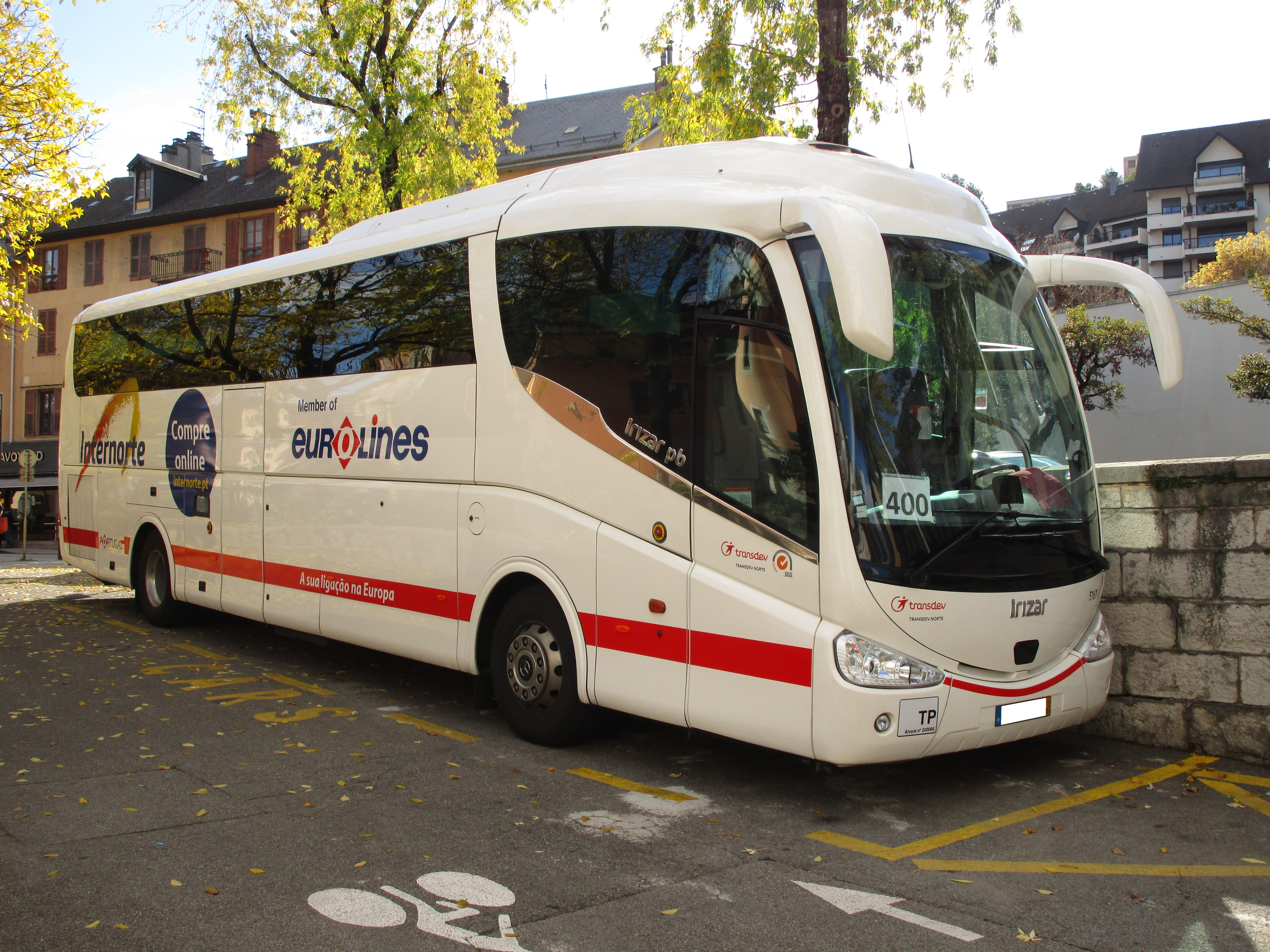
Irizar PB po faceliftingu
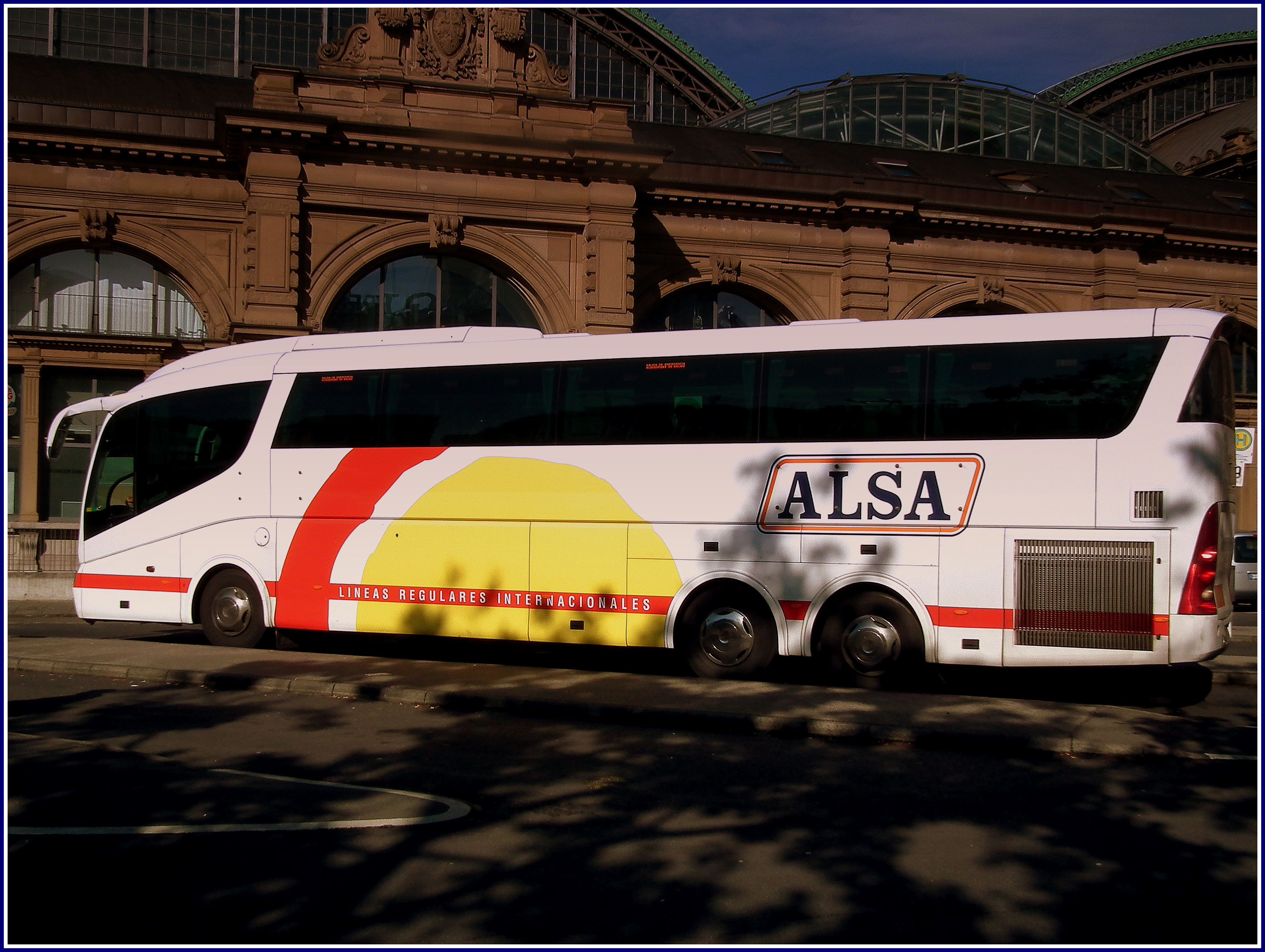
Widok na autokar z boku
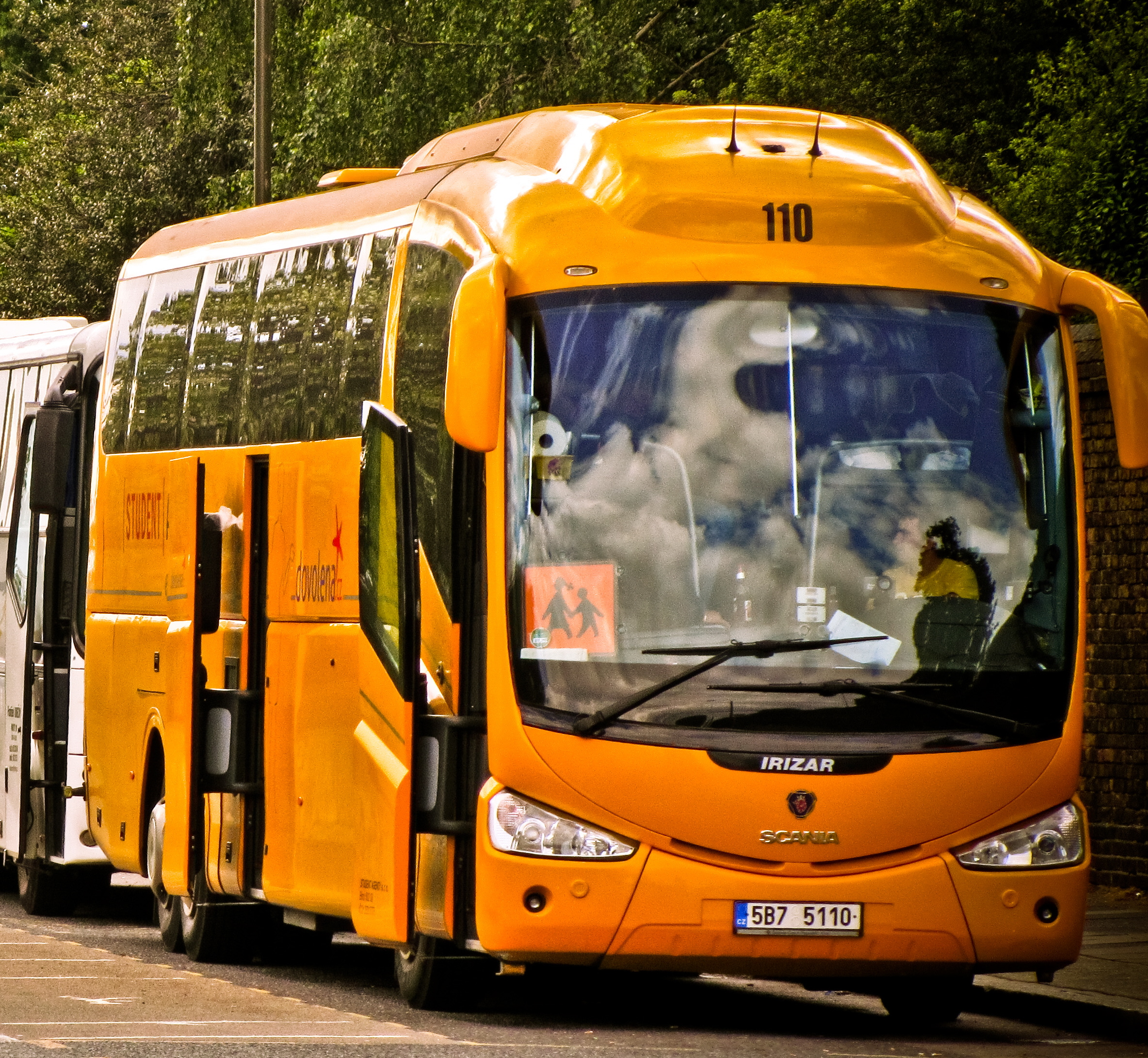
Przód autokaru
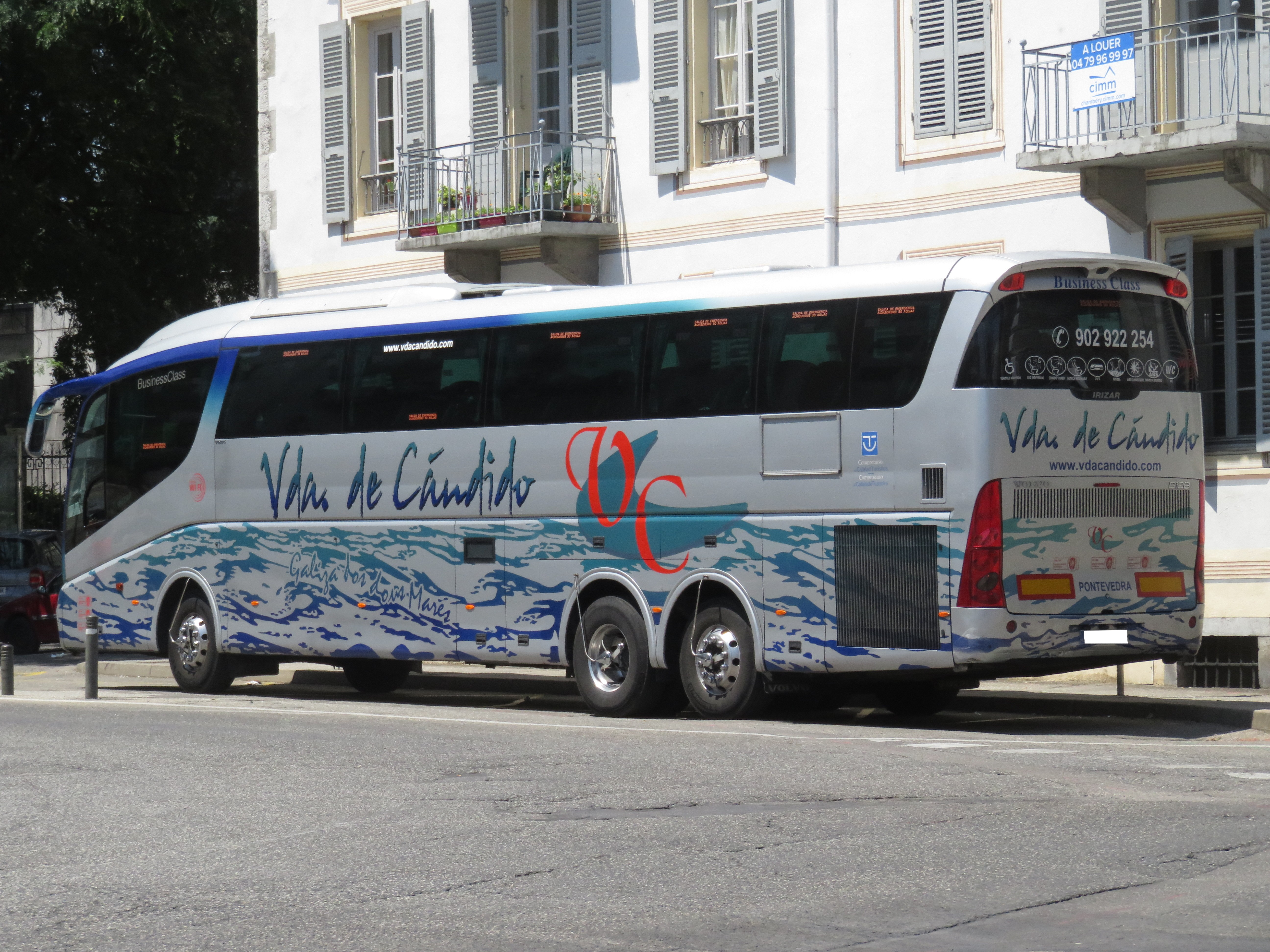
Irizar PB – widok z tyłu autokaru

## Konstrukcja

### Napęd
Napęd autokaru jest uzależniony od producenta podwozia. W przypadku konstrukcji integralnej, wykorzystywano silniki DAF MX11 lub MX13 o pojemności 10,8 lub 12,9 l i mocy od 291 kW (390 KM) do 375 kW (503 KM). Jest on zblokowany ze skrzynią biegów ZF Ecolife 6-biegową lub ZF AS-Tronic 12-biegową. W przypadku najpopularniejszej w Polsce wersji na podwoziu Scania, wykorzystywane są silniki typu DC13 o mocy od 294 kW (400 KM) do 353 kW (480 KM) oraz skrzynie biegów Scania Opticruise 8- lub 12-biegową.

### Nadwozie
Autokary Irizar PB dostępne były w dwóch wersjach wysokości (3 651 mm i 3 876 mm) oraz czterech wersjach długości (12 200 mm, 12 920 mm, 13 870 mm i 14 980 mm). Stylistycznie projektanci postawili na zaokrąglone linie, które pojawiają się z przodu pojazdu, jak i w wiodącym przez całe nadwozie przetłoczeniu. W linii bocznej dominuje wyrazisty słupek C, który nadaje autokarowi swoistego charakteru. Z przodu znajduje się panoramiczna przednia szyba, która zapewnia widoczność kierowcy. Charakterystycznym elementem jest także klimatyzator umieszczony na dachu z przodu autokaru. Takie rozwiązanie pozwoliło na bardziej równomierne rozłożenie ciężaru pojazdu, a także, razem z pochyloną przednią ścianą, pozytywnie wpłynęło to na opory aerodynamiczne pojazdu. Przepływ powietrza został tak ukształtowany, by do minimum zmniejszyć osadzanie brudu na ścianach autobusu. Ze względu na mniejsze opory oraz bardziej równomiernie rozłożoną masę pojazdu, Irizar PB stał się jednym z najoszczędniejszych autokarów na rynku jeśli chodzi o zużycie paliwa, zwłaszcza przy przejazdach z prędkością 80–100 km/h. Projektanci zadbali także o bezpieczeństwo. Wprowadzenie sztywnej ściany przedniej i zmniejszenie powierzchni okien bocznych zwiększyło odporność w razie dachowania o 30%.

### Wnętrze
We wnętrzu autokaru znajduje się do 71 miejsc siedzących (w układzie trzygwiazdkowym bez WC i kuchni na pokładzie). W standardowej 12-metrowej wersji z WC w wersji trzygwiazdkowej we wnętrzu jest 49 miejsc pasażerskich. Wykończenie wnętrza istnieje w trzech wersjach: Standard (tapicerka wykonana z tkaniny), Special (tapicerka z tkaniny ze skórzanymi zagłówkami) lub Premium (skórzana tapicerka). Ponadto we wnętrzu znajdują się m.in. dwa telewizory wraz z odtwarzaczem DVD, ekspres do kawy, klimatyzacja z indywidualnymi nawiewami. W wyposażeniu dodatkowym znajduje się także toaleta, dodatkowy ekran LCD, kamery cofania, indywidualne systemy audio-video przy każdym siedzeniu, czy też zamykane półki bagażowe. Opcjonalnie istniała możliwość zamontowania foteli w układzie VIP (tzn. dwa fotele po jednej i jeden po drugiej stronie przejścia) lub miejsca dla osoby niepełnosprawnej. 
Urządzając miejsce pracy kierowcy, kierowano się zasadami ergonomii. Wszystkie przyciski znajdują się na konsoli po lewej stronie, natomiast po prawej w kolumnie znajdują się schowek, nawiewy klimatyzacji oraz sterowanie systemem klimatyzacji i systemem audio-video. 
Przestrzeń bagażowa znajduje się pod pokładem autokaru. Maksymalnie ma pojemność 16,1 m³ w wersji 15-metrowej i 11,9 m³ w wersji o długości 12,2 m. W przypadku zamontowania na pokładzie toalety lub kabiny sypialnej dla kierowcy, wartość ta zmniejsza się o odpowiednio 1,2 i 1,8 m³.